# Sony Ericsson Xperia Arc
Le Sony Ericsson Xperia Arc est un smartphone animé d'Android 2.3.4 Gingerbread.

## Présentation
Il est sorti en même temps que le Sony Ericsson Xperia Play, 
mais il possède des capacités multimédia plus poussées telles la photo et la musique mais non de jeu vidéo
(pas de manette coulissante).
En outre il possède les mêmes caractéristiques que le Xperia Play.
Il est aussi appelé dans certains pays comme le Japon Sony Ericsson Xperia X12.
C'est l'un des premiers téléphones Sony Ericsson à bénéficier de la technologie de Sony Bravia qui permet un meilleur affichage. Il possède aussi un appareil photo de 8,1 mégapixels ainsi qu'un capteur Sony Exmor.
Le constructeur nippo-suédois a loué sa très fine épaisseur, faisant de lui l'un des smartphones les moins épais de sa catégorie.
C'est l'un des premiers téléphones de Sony Ericsson à sortir en 2011 avec la dernière surcouche Sony Ericsson UI qui permet une réelle différence d'affichage comparée au seul Android nu et dont le développement a permis de l'améliorer nettement par rapport à la précédente version.
Il a été présenté pour la première fois au CES 2011.

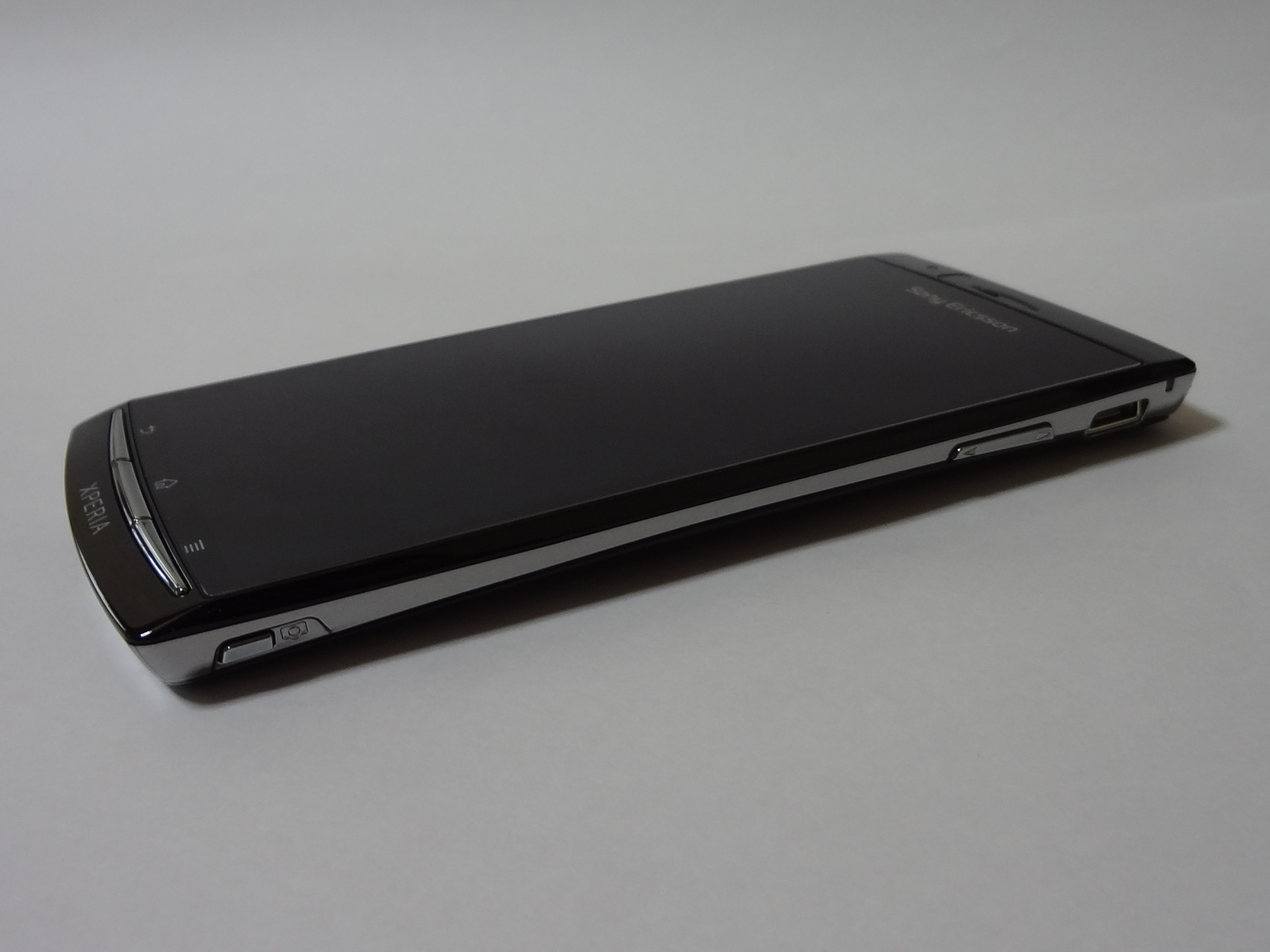
Le Sony Ericsson Xperia Arc de profil

## Mémoire
Le Sony Ericsson Xperia Arc possède une mémoire interne de 380 Mo et une mémoire extensible par MicroSD ou MicroSDHC jusqu'à 32 Go maximum (carte de 8 Go fournie avec l'appareil).
Attention : si vous insérez une carte mémoire de plus de 32 Go, celle-ci risque d'être corrompue et de perdre ses données (récupérables partiellement à l'aide d'un logiciel de récupération).

## Réception
Les journalistes ont eu un avis très favorable à propos de ce smartphone.
Le Journal du geek le recommande et y voit un très bon rapport qualité/prix. FrAndroid fait part d'une « très belle surprise » et souligne un « design saisissant ». Le site Test mobile retient une très belle interface graphique, l'appareil photo et les logiciels qui sont préinstallés, et pointe du doigt un sentiment de fragilité ainsi qu'un bouton appareil photo peu pratique.
À noter : ces recommandations ont été faites en 2011.

## Successeur
Sorti en octobre 2011, le Xperia Arc S est le successeur du premier Arc. Il possède un processeur plus puissant (1,4 GHz contre 1 GHz pour le Arc de base) ainsi que de légères modifications logicielles (qui peuvent être téléchargées via une mise à jour sur le Arc). En dehors de cela, il est strictement identique à l'appareil de base.